# Salinas (Califórnia)
Salinas é uma cidade localizada no estado norte-americano da Califórnia, no condado de Monterey, do qual é sede. Foi incorporada em 4 de março de 1874.
Está situada na foz do vale de Salinas a oito milhas do Oceano Pacífico e desfruta de clima suave. É um conhecido centro agrícola, e cidade natal do famoso escritor e premiado com o Nobel da Literatura de 1962 John Steinbeck (1902-1968). Seu livro A leste do Éden é ambientado no vale de mesmo nome.
A cidade tem sido caracterizada pela carência de habitações a preços comportáveis e é em grande parte suburbana[carece de fontes?].

## História
A história de Salinas iniciou-se em 1847 como Casa Media, uma paragem das diligências entre Monterrey e San Juan Bautista. Em 1867, uma delegação dos correios foi fundada, Salinas ordenada e integrada dez anos depois.
A economia é baseada em grande parte na agricultura. Situada numa das regiões mais ricas para a agricultura na Califórnia, a área produz uma variedade de frutas e verduras, incluindo alface, morangos, melancias, brócolos, cenouras, couves e espinafres.

## Geografia
De acordo com o United States Census Bureau, a cidade tem uma área de 60,1 km², onde 60 km² estão cobertos por terra e 0,1 km² por água.

## Demografia
Segundo o censo nacional de 2010, a sua população é de 150 441 habitantes e sua densidade populacional é de 2 505,85 hab/km². É a cidade mais populosa do condado de Monterey. Possui 42 651 residências, que resulta em uma densidade de 710,42 residências/km².

## Celebridades nascidas em Salinas
- John Steinbeck
- Vanessa Hudgens
- Cain Velasquez
- Sammy Hagar

## Galeria de imagens

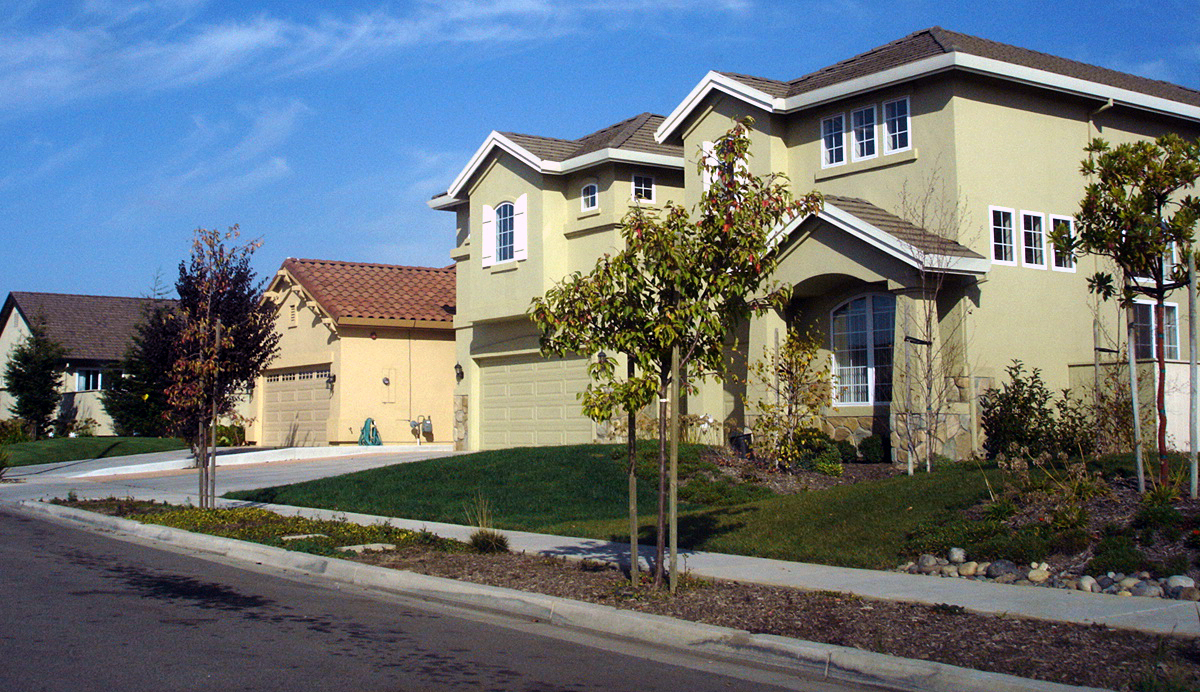
Bairro residencial, Harden Ranch, Salinas.